# Fahrpedal

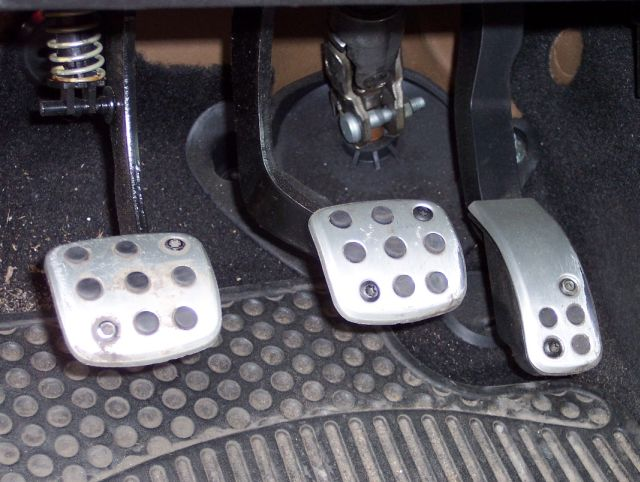
Pedale: Blick in den Fußraum eines PKW (Peugeot 206), rechts das Gaspedal

Das Fahrpedal (nach DIN 73001, ebenfalls fachsprachlich Fahrfußhebel, allgemeinsprachlich bei Fahrzeugen mit Verbrennungsmotor Gaspedal, bei Elektrofahrzeugen gelegentlich Strompedal) ist ein Steuerungselement von Kraftfahrzeugen, mit dem das Motordrehmoment durch Fußbewegung gesteuert werden kann. Es befindet sich im Fußraum des Fahrersitzbereichs und wird in der Regel mit dem rechten Fuß betätigt.

## Begriff
Der im allgemeinen Sprachgebrauch häufigste Begriff „Gaspedal“ bezeichnet dessen Funktion bei Verbrennungsmotoren zur Steuerung der Zusammensetzung des Kraftstoff-Luftgemischs. Mit der zunehmenden Verbreitung des Elektroautos löst sich der Begriff von seiner wörtlichen Bedeutung. Für Elektrofahrzeuge wird wegen der semantischen Dissonanz des „Gas“pedals mitunter auch der Begriff „Strompedal“ verwendet.
Die fachsprachlichen Begriffe „Fahrpedal“ und „Fahrfußhebel“ sind unabhängig von der Antriebsart verwendbar.

## Klassische Funktion
Die Stellung des Fahrpedals beeinflusst, allgemein gesprochen, die Menge des Kraftstoff-Luft-Gemischs im Brennraum des Verbrennungsmotors und damit die Kraft, die bei der Verbrennung des gezündeten Gemischs auf den Kolben wirkt. Diese Kraft wird über den Pleuel auf die Kurbelwelle übertragen und bewirkt ein Drehmoment. Somit wird mit dem Fahrpedal das Drehmoment und damit die abgegebene Leistung des Motors reguliert, wodurch sich, je nach Lastsituation, auch die Drehzahl verändert. Bei Kraftfahrzeugen handelt es sich heutzutage um ein elektronisches Gaspedal.
Das Gaspedal ist kein Regler im technischen Sinne. Erst durch die Rückkopplung über den Bediener oder z. B. eine Geschwindigkeitsregelanlage wird der Regelkreis geschlossen.

## Bauformen und Ausführungen
Das Pedal kann aus Metall oder Kunststoff bestehen; häufig ist die Trittfläche mit einem Gummiprofil und/oder einer strukturierten Oberfläche versehen, um ein Abrutschen des Fußes zu verhindern. Metallpedale mit Löchern sind im Rennsport verbreitet; sie werden als Nachrüstsatz auch für gewöhnliche PKW angeboten. Wenn bei Motorbooten Pedale verwendet werden, werden oft Gaspedale mit einem erhöhten Rand verwendet, um dem Fuß auch bei Bewegungen des Bootes genügend Seitenhalt zu bieten.

### Befestigungspunkt
Man unterscheidet zwei Bauformen:
- Das stehende Gaspedal ist am Wagenboden mit einem Scharnier befestigt und meistens hoch und schmal. Das dazugehörige Gestänge kann entweder nach unten in den Wagenboden (Heckmotor) oder nach vorn oben (durch die Spritzwand) in den Motorraum führen.
- Das kleinere hängende Gaspedal ist an einem Hebel befestigt, der immer von vorne oben in den Fußraum reicht, und seinen Drehpunkt oben hat. Im Pkw-Bereich werden vorwiegend hängende Pedale verwendet. Stehende Pedale sind vor allem bei Sportwagen, Nutzfahrzeugen und US-amerikanischen Pkw mit Automatikgetriebe verbreitet.

### Elektronisches Gaspedal (E-Gaspedal)

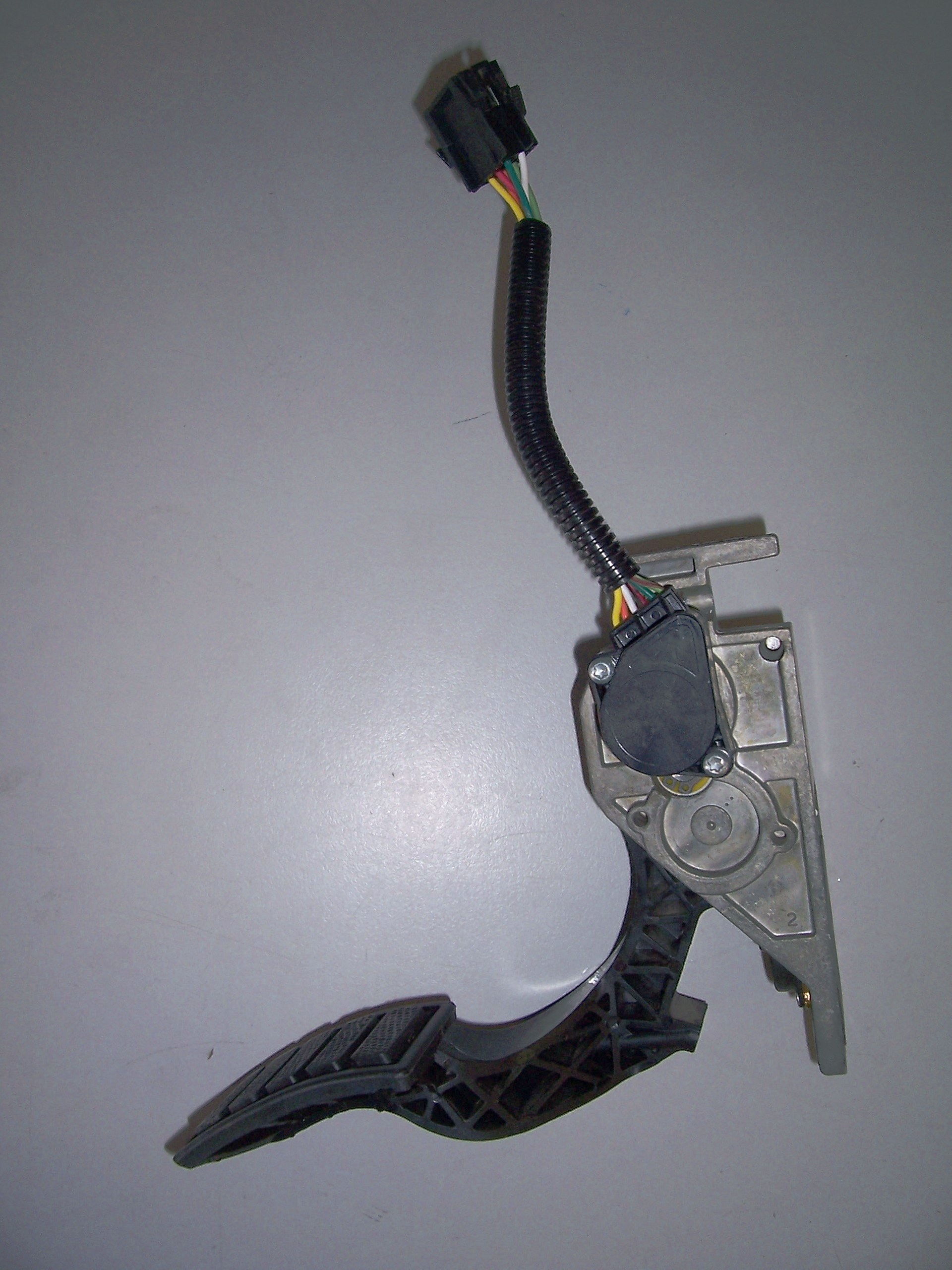
„Gaspedal“ mit elektrischem Geber

In neueren Kraftfahrzeugen wirkt das Gaspedal nicht mehr mechanisch-direkt über Gestänge oder Seilzug, sondern elektronisch über die Motorsteuerung  auf das Einspritz-System oder die Stromzufuhr beim Elektromotor. Der Sensor, der dem Steuergerät den Gaswunsch des Fahrers mitteilt, wird Pedalwertgeber genannt und ist meist ein aus Sicherheitsgründen doppeltes Potentiometer. Bei neueren Fahrzeugen werden statt Potentiometern verschleißarme Hall-Elemente auf einer Leiterplatte eingesetzt und an der Drehachse des Gaspedals ist ein Magnetring befestigt. Der Sensor überträgt die Gaspedalposition analog in Form zweier Spannungswerte an das Steuergerät. Im Falle einer CAN-Bus-Vernetzung sind auch digitale Soll-Signale realisiert.
Die Antriebsschlupfregelung oder ein Tempomat kann so relativ einfach die Motorleistung verändern.
In der wissenschaftlichen Literatur wurden auch Force-Feedback-Lösungen vorgeschlagen und untersucht. Diese sollen die Sicherheit erhöhen, indem sie haptisch auf Gefahren aufmerksam machen, oder eine energiesparende Fahrweise unterstützen, indem sie sich gegen eine ineffiziente Betriebsweise „wehren“. Dies wurde in der Praxis teilweise auch umgesetzt, beispielsweise gab es bei Vergasermotoren Gaspedale mit einem Druckpunkt, der das bevorstehende Aktivieren einer Vergaserstufe mit hohem Kraftstoffverbrauch signalisierte.

### One-Pedal-Driving
One-Pedal-Driving findet in Elektroautos Verbreitung. Hier wird das Fahrpedal nicht nur zum Beschleunigen, sondern auch zum Bremsen benutzt. Ein etwa halb durchgetretenes Pedal befindet sich dabei in Neutralstellung; tritt man weiter, beschleunigt das Fahrzeug, reduziert man den Fußdruck, bremst es durch Rekuperation.

### Varianten und Alternativen für Menschen mit körperlichen Einschränkungen

#### Pedalverlegung
Für Menschen, die mit ihrem rechten Bein wegen einer Lähmung, Versteifung oder einer Amputation das Gaspedal nicht mehr bedienen können, wird dieses häufig nach links neben das Bremspedal verlegt. In diesem Fall wird mit dem linken Bein das Gas- und das Bremspedal bedient, während ein Automatikgetriebe statt des Schaltgetriebes die Kupplungsbetätigung unnötig macht.
Die Gaspedalverlegung gibt es in unterschiedlichen baulichen Ausführungen, ebenso unterschiedlich ist bei der Umbauvornahme individuell auch die Beibehaltung des Originalpedals und/oder die bedarfsweise schnelle Umstellbarkeit auf „Rechtsgas“ oder „Linksgas“ bei einem Fahrerwechsel.
Am einfachsten ist die Umsetzung des Gaspedals auf eine verlängerte Achswelle oder auf einem seitlichen Hebel-Ausleger nach links ohne Ersatz auf der rechten Seite. Für die begleitende Beibehaltung des Originalpedals gibt es zahlreiche mechanische Lösungen mit umklappbaren, umsteckbaren oder abnehmbaren Pedalen sowie auch elektrisch umschaltbaren Doppelpedal-Lösungen.

#### Weitere Varianten und Alternativen
Kleinwüchsige Fahrer verwenden oft Pedalerhöhungen.
Fallweise ist sowohl bei der Pedalverlegung als auch beim Einbau einer Handgas-Bedienung ein Bedarf an einer Pedalsperre gegeben, die am weiterhin vorhandenen aber aktuell nicht benötigten Originalpedal die versehentliche Betätigung durch Berührung mit dem inaktiven Bein oder der Beinprothese verhindert. Die Pedalsperre oder auch „Fußgassperre“ besteht dabei im einfachen Fall aus einer fest oder abnehmbar angebrachten metallenen Abdeckung.
Bei Motorrädern, Quads, Motorbooten, in manchen Leichtkraftfahrzeugen und individuell für Menschen mit Körperbehinderungen umgerüsteten Kfz wird an Stelle des Fahrpedals ein Gasdrehgriff oder ein Handgas-Bedienelement verwendet.